# Augochloropsis hypsipyle
Augochloropsis hypsipyle là một loài Hymenoptera trong họ Halictidae. Loài này được Schrottky mô tả khoa học năm 1909.